# Чемпионат Украины по мини-футболу 1992
Чемпионат Украины по мини-футболу 1992 года прошёл с участием 13 команд и завершился победой запорожской «Надежды».

## Ход турнира
Чемпионат состоял из двух частей: группового этапа и финального турнира. По результатам группового турнира определялась шестёрка лучших команд, продолжающих борьбу за чемпионство. В финальной стадии шесть лучших команд дополнительно проводили по одной игре друг с другом. Набранные в групповом этапе и финальном турнире очки суммировались, а набравшая максимальное количество очков команда становилась чемпионом Украины.
В шестёрку лучших попали «Надежда» (Запорожье), «Механизатор» (Днепропетровск), ДХТИ (Днепропетровск), «Орбита» (Запорожье), «Фотоприбор» (Черкассы) и «Маяк» (Харьков). В финальном турнире «Надежда» проиграла «Механизатору» со счётом 2:3, однако выиграла все остальные матчи и завоевала чемпионский титул. Команда представляла ФСК «Автомаш» и выступала под руководством тренеров Юрия Пешехонова и Юрия Арестенко.
Чемпионами в составе «Надежды» стали Олег Зозуля, Александр Яценко (ставший также лучшим бомбардиром турнира, забив 28 мячей), Виктор Головатенко, Рамис Мансуров, Роман Скляр, Сергей Дюженко, Вадим Чередниченко, Виталий Дмитренко, Тарас Вонярха, Сергей и Юрий Усаковские, Роман Смирнов, Эдуард Дорошенко, Павел Шалфеев и Юрий Арестенко. Все мини-футболисты, ставшие чемпионами, получили звание «Мастер спорта Украины».

## Турнирная таблица
| Место | Команда                        | Очки |
| ----- | ------------------------------ | ---- |
|       | «Надежда» (Запорожье)          | 31   |
|       | «Механизатор» (Днепропетровск) | 30   |
|       | «Орбита» (Запорожье)           | 24   |
| 4     | ДХТИ (Днепропетровск)          | 22   |
| 5     | «Маяк» (Харьков)               | 18   |
| 6     | «Фотоприбор» (Черкассы)        | 17   |
| 7     | «Точприбор» (Харьков)          | 9    |
| 8     | «Искра» (Луганск)              | 8    |
| 9     | «Огнеупорщик» (Красногоровка)  | 8    |
| 10    | «Интурист» (Запорожье)         | 7    |
| 11    | «Синтез» (Кременчуг)           | 5    |
| 12    | «Спутник» (Херсон)             | 5    |
| 13    | «Авангард» (Монастырище)       | 2    |